# Kalin Bankov
Kalin Bankov (in bulgaro Калин Банков?; Sofia, 12 maggio 1965) è un ex calciatore bulgaro, di ruolo difensore.

## Statistiche

### Cronologia presenze e reti in nazionale
| Cronologia completa delle presenze e delle reti in nazionale ― Bulgaria | Cronologia completa delle presenze e delle reti in nazionale ― Bulgaria | Cronologia completa delle presenze e delle reti in nazionale ― Bulgaria | Cronologia completa delle presenze e delle reti in nazionale ― Bulgaria | Cronologia completa delle presenze e delle reti in nazionale ― Bulgaria | Cronologia completa delle presenze e delle reti in nazionale ― Bulgaria | Cronologia completa delle presenze e delle reti in nazionale ― Bulgaria | Cronologia completa delle presenze e delle reti in nazionale ― Bulgaria |
| Data                                                                    | Città                                                                   | In casa                                                                 | Risultato                                                               | Ospiti                                                                  | Competizione                                                            | Reti                                                                    | Note                                                                    |
| ----------------------------------------------------------------------- | ----------------------------------------------------------------------- | ----------------------------------------------------------------------- | ----------------------------------------------------------------------- | ----------------------------------------------------------------------- | ----------------------------------------------------------------------- | ----------------------------------------------------------------------- | ----------------------------------------------------------------------- |
| 23/08/1989                                                              | Erfurt                                                                  | Germania Est                                                            | 1 – 1                                                                   | Bulgaria                                                                | Amichevole                                                              | -                                                                       |                                                                         |
| 20/09/1989                                                              | Cesena                                                                  | Italia                                                                  | 4 – 0                                                                   | Bulgaria                                                                | Amichevole                                                              | -                                                                       |                                                                         |
| 11/10/1989                                                              | Varna                                                                   | Bulgaria                                                                | 4 – 0                                                                   | Grecia                                                                  | Qual. Mondiali 1990                                                     | 1                                                                       |                                                                         |
| 15/11/1989                                                              | Atene                                                                   | Grecia                                                                  | 1 – 0                                                                   | Bulgaria                                                                | Qual. Mondiali 1990                                                     | -                                                                       |                                                                         |
| 05/05/1990                                                              | Campinas                                                                | Brasile                                                                 | 2 – 1                                                                   | Bulgaria                                                                | Amichevole                                                              | -                                                                       |                                                                         |
| 12/09/1990                                                              | Ginevra                                                                 | Svizzera                                                                | 2 – 0                                                                   | Bulgaria                                                                | Qual. Euro 1992                                                         | -                                                                       | 59’                                                                     |
| 14/11/1990                                                              | Sofia                                                                   | Bulgaria                                                                | 1 – 1                                                                   | Scozia                                                                  | Qual. Euro 1992                                                         | -                                                                       |                                                                         |
| Totale                                                                  |                                                                         | Presenze                                                                | 7                                                                       |                                                                         | Reti                                                                    | 1                                                                       |                                                                         |

## Palmarès

### Club

#### Competizioni nazionali
- Campionato bulgaro: 3

Levski Sofia: 1984-1985, 1987-1988, 1992-1993
- Coppa di Bulgaria: 3

Levski Sofia: 1985-1986, 1990-1991, 1991-1992
- United Soccer Leagues First Division: 1

Minnesota Thunder: 1999